# Mary Harris Jones
Mary Harris Jones, née vers 1837 à Cork (Irlande) et morte le 30 novembre 1930 à Silver Spring (Maryland, États-Unis), plus connue sous le nom de Mother Jones (Maman Jones), est une militante syndicaliste et socialiste américaine, membre du syndicat des Industrial Workers of the World.

## Biographie

### Origines, vie privée et vie professionnelle
Mary Harris, fille d'un fermier catholique, naquit en Irlande, à Cork, probablement en 1837. Bien que la date exacte de sa naissance soit incertaine, elle a été baptisée le 1er août 1837. Mother Jones avait tendance à présenter son âge de manière exagérée pour renforcer son image vénérable. Dans son autobiographie publiée en 1925, elle prétend être née le 1er mai 1830, le jour de la fête des travailleurs. Immigrée aux États-Unis au cours de son enfance pendant la grande famine, elle étudia à l'école normale d'institutrices et épousa en 1861 un ouvrier métallurgiste, syndicaliste, de Memphis, George Jones. Elle perdit son mari et ses quatre enfants, victimes d'une épidémie de fièvre jaune dans le Tennessee, en 1867. À la suite de ce drame, elle s'habille de noir le restant de sa vie. Elle déclare aussi : « Les victimes étaient avant tout les pauvres et les travailleurs. Les riches pouvaient quitter la ville ». Elle part ensuite à Chicago, où elle travaille pendant vingt ans comme couturière. Un second malheur la frappa lorsqu'elle perdit tous ses biens lors du grand incendie de Chicago, en 1871,.

### Militantisme
Contrainte de se débrouiller par elle-même pour survivre, elle s'impliqua dans le mouvement ouvrier. Elle rejoignit d'abord les Chevaliers du travail puis l'United Mine Workers avant de contribuer, en 1905, à la fondation des Industrial Workers of the World. Elle adhéra aussi au Parti socialiste d'Amérique. Elle organise des cours d'éducation politique pour les syndicalistes et participe à une marche de chômeurs à Washington (district de Columbia) en 1894. Multipliant les engagements et usant d'un certain talent oratoire virulent lors de meetings, elle se fait appeler « Mother Jones », la mère de la classe ouvrière américaine. Elle signe de ce nom et les hommes d'affaires et présidents qu'elle rencontre l'appellent ainsi,.
Soutenant des grèves d'un bout à l'autre du pays, elle se montra particulièrement efficace pour organiser des manifestations de femmes et d'enfants de travailleurs en lutte. En 1902, le procureur de Virginie occidentale Reese Blizzard, qui venait de la faire arrêter pour avoir ignoré l'interdiction d'organiser des réunions publiques de mineurs en grève, la qualifia de « femme la plus dangereuse d'Amérique ». À l'époque, les conditions de vie des mineurs américains sont très difficiles : ils gagnent environ 400 dollars par an, distribués en monnaie privée frappée par l’entreprise, ce qui les contraint à vivre dans les villes fondées par leurs employeurs et donc à subir leur contrôle social.
Elle s'oppose au droit de vote des femmes, la considération comme une distraction bourgeoise détournant les travailleuses des questions économiques : « Les syndicats doivent mobiliser leurs femmes sur les problèmes de l'industrie. La politique n'est que la domestique de l'industrie. Les ploutocrates ont occupé leurs femmes. Ils les occupent avec le vote et la charité ».
En 1901 la journaliste Dorothy Adams du New York Herald l'accompagne en tournée dans les mines du Colorado, documentant consciencieusement la pauvreté dans laquelle elle vit.
En 1903, elle organisa une marche d'enfants travaillant dans les manufactures et les mines de Kensington, en Pennsylvanie. Ils se rendirent jusqu'à Oyster Bay, près de New-York, où se trouvait la résidence du président Theodore Roosevelt, avec des banderoles dont les slogans étaient « Nous voulons du temps pour jouer ! » et « Nous voulons aller à l'école ! ». Le président refusa de recevoir les marcheurs mais cette croisade des enfants contribua à mettre la question du travail des enfants sur la place publique.
Dans son autobiographie, elle décrit ainsi le travail des enfants dans une filature de coton, en 1906 : « Petites filles et petits garçons, pieds nus, allaient et venaient entre les rangées de broches interminables, ils approchaient des machines leurs petites mains décharnées pour renouer les fils cassés. Ils rampaient sous les machines pour les huiler. Jour et nuit, nuit et jour, ils changeaient les broches. Des petits enfants de six ans, aux visages de vieux de soixante ans, faisaient leurs huit heures par jour pour dix cents. Quand ils s'endormaient, on leur lançait de l'eau froide à la figure et la voix du directeur tonnait par-dessus le fracas incessant des machines ». De ce fait, elle considère : « Hors le renversement complet du système capitaliste, je ne vois aucune solution. Et selon moi, le père qui vote pour la perpétuation de ce système est tout autant un meurtrier que s'il prenait un pistolet pour tuer ses propres enfants ».

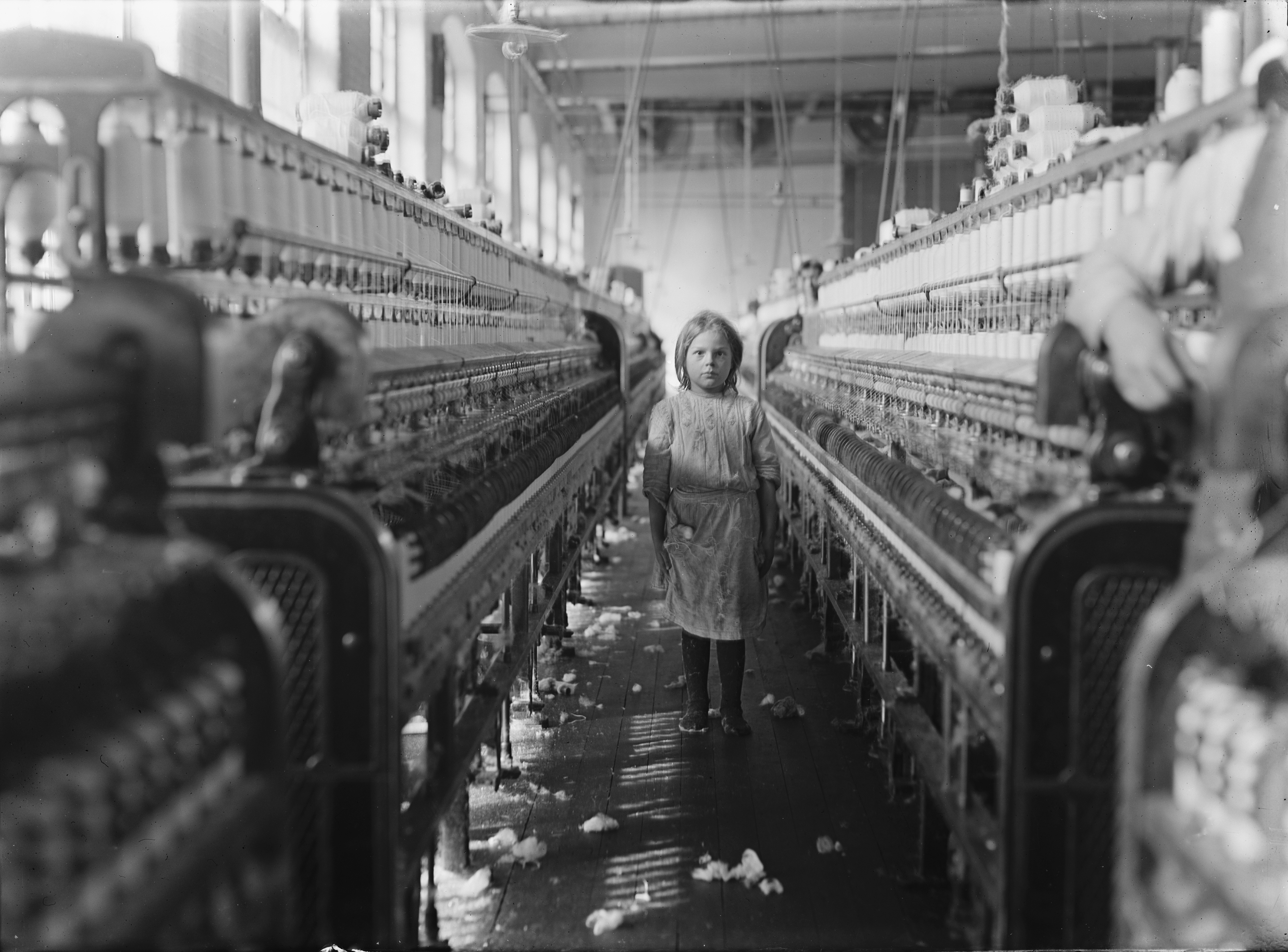
Une petite fille dans une filature, Caroline du Sud, en 1908.

En 1913, pendant une grève de mineurs, Mother Jones fut arrêtée en Virginie occidentale et accusée, avec d'autres syndicalistes, de tentative de meurtre. Son arrestation déclencha un tollé tel qu'elle fut bientôt relâchée et que le Sénat des États-Unis ordonna une enquête sur les conditions de travail dans les mines de charbon. Quelques mois plus tard, elle fut à nouveau arrêtée et expulsée, toujours à l'occasion d'une grève des mineurs de charbon, dans le Colorado. Après le massacre de Ludlow, elle put rencontrer John D. Rockefeller en personne et le convaincre d'accepter certaines améliorations de la condition ouvrière.
Elle collabore avec des révolutionnaires mexicains réfugiés aux États-Unis,.
Mother Jones continua à lutter jusqu'à sa mort. Elle fut poursuivie à diverses reprises pour sédition. En 1925, elle perdit un procès contre l'éditeur du Chicago Times et fut condamnée à une lourde amende. La même année, elle chassa deux voyous qui s'étaient introduits dans la maison où elle se trouvait. L'un d'eux mourut des blessures qu'elle lui avait infligé. Elle fut une nouvelle fois arrêtée puis relâchée lorsqu'il s'avéra que les deux intrus travaillaient pour un homme d'affaires des environs.

### Fin de vie et notoriété
Continuant ses activités syndicales tout au long des années 1920, Mother Jones publia son autobiographie en 1925. Elle vécut ses dernières années dans le Maryland et c'est là qu'elle célébra son centième anniversaire auto-proclamé le 1er mai 1930. Elle mourut le  30 novembre 1930 à Silver Spring, et fut enterrée dans le cimetière du syndicat des mineurs, à Mount Olive, dans l'Illinois, près des mineurs qui avaient été tués lors de l'émeute de Virden, en 1898. La radio ouvrière de Chicago WCKL diffuse l'oraison funèbre du père John Maguire : « Aujourd'hui, dans leurs magnifiques bureaux d'acajou, bien gardés dans de lointaines capitales, les propriétaires miniers et les capitalistes poussent des soupirs de soulagement. Aujourd'hui, dans les plaines de l'Illinois, les collines et les vallées de Pennsylvanie et de Virginie, en Californie, au Colorado et en Colombie-Britannique, des hommes forts et des femmes épuisées par le labeur versent des larmes amères de chagrin. Leurs raisons sont identiques… Mother Jones est morte ».
Elle appelait les mineurs victimes de la répression patronale ses « garçons ». Accusée par un sénateur d'être « la grand-mère de tous les agitateurs », elle répondit, d'une façon tout à fait caractéristique de sa personnalité, qu'elle espérait bien vivre assez longtemps pour devenir l'arrière-grand-mère de tous les agitateurs. Un de ses juges déclare également qu'elle est la femme la plus dangereuse d'Amérique.
La notoriété de Mother Jones dépassa largement les frontières américaines. Trotsky, qui lut son autobiographie en 1935, écrit : « L'autobiographie de Jones, je la lis avec délectation. Dans ses descriptions de luttes ouvrières, condensées et dépouillées de toute prétention littéraire, Jones dévoile au passage un effrayant tableau des dessous du capitalisme américain et de sa démocratie. On ne peut pas sans frémir et maudire lire ses récits de l'exploitation et de la mutilation des petits enfants dans les fabriques ! ».

Elle est considérée comme une icône syndicaliste et ses citations sont devenues célèbres.

## Hommages
- Elle est inscrite au National W« Éclata alors un tonnerre d'applaudissements qui devint tumulte quand une petite femme s'avança à la tribune. Ridée et âgée, on eût dit la grand-mère de quelqu'un ; elle était, en vérité, la grand-mère de centaines de milliers de mineurs… À l'écouter parler, on comprenait le secret de son influence sur ces hordes polyglottes. Elle avait la force, l'esprit le feu de l'indignation surtout. Elle était la fureur divine incarnée. Elle racontait les histoires sans fin de ses aventures, les grèves qu'elle avait menées, les discours qu'elle avait prononcés ; les entretenues avec des présidents, des gouverneurs et des capitaines d'industrie ; les prisons et les camps de détenus… Elle avait parcouru tout le pays et, où qu'elle allât, le feu de la contestation s'était propagé dans le cœur des hommes ; son histoire était une véritable Odyssée de révolte »omen's Hall of Fame.
- Le magazine américain Mother Jones a été nommé ainsi par son nom[5],[9],[14].